# Villablino
Villablino (en lleonès Viḷḷablinu o Vitsablinu segons l'escriptura tradicional del patsuezu (variant local)) és un municipi de la província de Lleó a la comunitat autònoma de Castella i Lleó. Està situat al nord-est de la província, a la comarca anomenada Laciana, declarada Reserva de la Biosfera per la UNESCO. És cap de partit judicial. Limita amb el Principat d'Astúries i les comarques lleoneses de Babia, El Bierzo i Omaña. És travessat pel riu Sil i envoltat per diverses muntanyes com són les anomenades Cueto Nidio (1779 m.), el Cornón (2188 m.)...

## Pedanies
El municipi està format pels següents 14 pobles:
- Villablino (que és la capital)
- Caboalles de Abajo
- Caboalles de Arriba
- Llamas de Laciana
- Lumajo
- Orallo
- Rabanal de Abajo
- Rabanal de Arriba
- Rioscuro
- Robles de Laciana
- Sosas de Laciana
- Villager de Laciana
- El Villar de Santiago
- Villaseca de Laciana

## Demografia
| 1991  | 1996  | 2001  | 2004  |
| ----- | ----- | ----- | ----- |
| 15825 | 15284 | 12459 | 12212 |

## Fills del municipi
L'il·lustre lleonès Francisco de Sierra y Pambley (1827-1915) fundador de les revolucionàries escoles per l'època que instruïren a les gents del municipi i que encara avui continuen ampliant el seu territori d'ensenyament, atraient gent d'altres indrets i contribuint a la cultura del municipi on estan establertes.
L'escriptor Luís Mateo Díez que és membre de la Real Academia Española i autor d'una infinitat de llibres de narrativa com són Memorial de Hierbas (1971), Camino de Perdición (1995) o Laciana, Suelo y Sueño(2000) i de poesía com Señales de Humo (1972) i El Porvenir de la Ficción (1992)

## Economia
La principal forma de vida del municipi és l'extracció de carbó, però també queda lloc per altres feines com el comerç, els serveis, l'agricultura, la ramaderia...

## Festes i tradicions
La festa major és l'anomenada Feriona, el 12 d'octubre, on es venen productes tèxtils, d'alimentació, artesania...
La festa d'estiu i de la mateixa o més gran intensitat és la de San Roque (16 d'agost) que s'allarga al voltant de la setmana d'aquest dia i a la qual hi ha tot tipus d'activitats, des de parades de venda, concurs d'entibadors (aquells que fan el tramat de fusta necessària per fer que les mines interiors no s'esfrondin), carrera de karts, desfilada de carrosses, concerts, orquestra, atraccions, focs d'artifici...